# Luiz Mott
Luiz Roberto de Barros Mott (São Paulo, 6 de maio de 1946) é um antropólogo, historiador e pesquisador, é um dos mais conhecidos ativistas brasileiros em favor dos direitos civis LGBT. Luiz Mott é uma das figuras mais conhecidas do movimento LGBT e foi considerado um dos quinhentos gays mais influentes do mundo em uma lista feita pela revista neerlandesa Wink, ocupando a 379ª posição.

## Biografia
Luiz Roberto de Barros Mott, mais conhecido como Luiz Mott, nasceu em São Paulo em 1946, mas é filho de família do interior mineiro. Filho da escritora infanto-juvenil Odette de Barros Mott e do italiano naturalizado brasileiro Leo Mott, entre seus irmãos estão a historiadora e feminista Maria Lucia de Barros Mott e a psicóloga social Fúlvia Rosemberg.
Estudou em Seminário Dominicano de Juiz de Fora. Formou-se em Ciências Sociais pela USP.  Possui mestrado em Etnologia em Sorbonne e doutorado em Antropologia, pela Unicamp; atualmente, na Universidade Federal da Bahia, além de professor titular aposentado do Departamento de Antropologia, é também professor e orientador do programa de pós-graduação em História.
Desde o final dos anos 70 é radicado em Salvador, cidade que lhe concedeu o título de Cidadão Honorário. Em 2006 a Assembleia Legislativa do Estado da Bahia concedeu a ele o título de cidadão baiano.
Assumiu, publicamente, sua homossexualidade em 1977, durante a Ditadura Militar Brasileira, três anos antes de fundar o Grupo Gay da Bahia, organização premiada e pioneira na defesa dos direitos humanos da população LGBT+ no Brasil.

## Pesquisas
Em seu estudo da inquisição durante o Brasil Colonial, Mott concluiu que a homossexualidade era um fenômeno comum e altamente visível durante aquela época, e que as comunidades gays da época eram análogas às contemporâneas. Nesse estudo, ele encontrou registros de 202 homossexuais na Bahia, que viveram durante os séculos dezesseis e dezenove.
Em O Sexo Proibido (1988), Mott investigou, entre outras pessoas, a vida de Luiz Delgado, um mercador português que foi questionado e exilado pela inquisição por ter se envolvido sexualmente com um garoto de doze anos.
Mott descreveu, em sua pesquisa sobre a inquisição, a existência de Xica Manicongo, que é considerada a primeira pessoa travesti já registrada na história do Brasil.
Como antropólogo, Mott publicou uma lista de personalidades históricas brasileiras que teriam sido homossexuais; afirmou inclusive que o líder negro Zumbi era gay de etnia angolana denominada "quimbanda", onde a homossexualidade era institucionalizada. Mott, ao sustentar a tese, declara um acontecimento após o assassinato do líder negro em 1695, "cortaram-lhe o pênis e o introduziram em sua boca". A partir de suas declarações, Mott sofreu várias agressões físicas e morais, mas se defende: "Se quiserem me processar não conseguirão.  A lista está em nome do Grupo Gay da Bahia".

## Livros

### Relativos ao ativismo gay
- Epidemic of Hate: Violation of Human Rights of Gay Men, Lesbians and Transvestites in Brazil (1996)
- Homofobia: A violação dos direitos humanos dos gays, lésbicas e travestis (São Francisco: IGLHRC, 1997)
- Desviados em questão: Tipologia dos homossexuais da cidade de Salvador (1987)
- Homossexuais da Bahia: Dicionário Biográfico (1999)
- Manual de Coleta de informações, sistematização e mobilização política contra crimes homofóbicos (2000)
- Violação dos direitos humanos e assassinatos de homossexuais no Brasil (2000)
- Causa Mortis: Homofobia. Salvador (2001)
- Crônicas de um gay assumido (Rio de Janeiro: Record, 2003)

### História e antropologia
- Piauí Colonial (Teresina: Secretaria de Cultura, 1985)
- O lesbianismo no Brasil (Porto Alegre: Mercado Aberto, 1987)
- Escravidão, Homossexualidade e Demonologia (São Paulo: Ícone, 1988)
- Sexo Proibido: Virgens, Gays e Escravos nas garras da Inquisição (Campinas: Papirus, 1989)
- Rosa Egipcíaca: uma santa africana no Brasil (Rio de Janeiro: Bertrand Brasil, 1993)
- Sergipe colonial e imperial (Aracaju: Edufs, 2008)
- Bahia: Inquisição e sociedade (Salvador: Edufba, 2010)[11]
- A comida baiana: Cardápios de um prisioneiro ilustre (1763) (Salvador: Edufba, 2016). Em coautoria com Jeferson Bacelar.

## Crônicas
1. O medo de ser homossexual[12]
2. Os gays e os homens delicados[13]
3. Uma transexual de sucesso[14]
4. Aeromoços: gays a dez mil metros de altura[15]
5. Confissões em Madri[16]
6. Meu moleque ideal[17]
7. Amigo, amante, companheiro[18]

## Ativismo
Luiz Mott é conhecido por todo o Brasil por suas vastas contribuições na área dos estudos da homossexualidade. A influência de Luiz Mott vai além, pois seu nome é conhecido por estudiosos e citado em obras estrangeiras.

## Prêmios recebidos
- Prêmio Felipa de Souza[20] (1995)
- Medalha da Ordem do Rio Branco (das mãos de Fernando Henrique Cardoso)[21]
- «Ministério da Cultura do Brasil: Ordem do Mérito Cultural». (2007)